# Златица (река)
Златица (рум. Aranca, мађ. Aranka) је река у Банату дуга 117 km, и лева је притока Тисе. У дужини од 1,4 km чини границу између Србије и Румуније.

## Порекло имена
Српско и мађарско име реке вуку порекло од речи злато.

## Ток реке
Златица извире у Румунији, у северном делу Баната, југозападно од Арада. Текући на запад, пролази поред села Велики Семпетар, Саравола, града Великог Семиклуша, Старог Бешенова и Валкања, где напушта Румунију после тока дугог 76 km.
У Србији, где је њен ток дугачак 41 km, река скреће на југозапад, пресеца Канал Дунав-Тиса-Дунав, пролази поред Падеја и улива се у Тису код Аде. Недалеко од Банатског Моноштора у Златицу се улива њена најзначајнија притока Бегеј (не треба га мешати са већом реком Бегеј која се улива у Тису).

## Карактеристике
Златица припада Дунавском сливу, са сопственим сливом од 1470 km² (790 km² у Румунији, 680 km² у Србији). Доњи део тока је каналисан и задњих 10 km је пловно и веома је важна за наводњавање ораница у њеној близини. У близини Јазова, вода из Златице се користи за Рибњак Остојићево, недалеко од мочваре Целеруше.

## Насеља уз реку

### Румунија
- Секусић
- Перјамош
- Велики Семпетар
- Велики Семиклуш
- Старо Бешеново
- Валкањ

### Србија
- Црна Бара
- Банатски Моноштор
- Јазово
- Падеј
- Кањижа
- Нови Кнежевац
- Адорјан
- Санад
- Сента
- Ада
- Мол
- Бачко Петрово Село
- Бечеј
- Нови Бечеј
- Тараш
- Тител
- Книћанин

## Галерија фотографија
- Мост преко Златице код Црне Баре
- Ушће Златице у Тису код Падеја
- Прилазак мосту преко Златице код Падеја
- Златица, маја 2020. године